# Кари Андервуд
Кари Мари Андервуд (енгл. Carrie Marie Underwood; Маскоги, 10. март 1983) америчка је кантри певачица. Славу је стекла победом у 4. сезони ТВ шоуа „Амерички идол“ 2005. године. Она је прва победница тог шоуа, а да пева кантри музику. Добитница је 6 греми награда. Издала је 4 студијска албума, од којих је деби-албум назван Some Hearts постао најпродаванији албум било ког такмичара Идола у САД и тај албум је проглашен најбољим кантри албумом 2000-те деценије. У свету, њени синглови су продати у око 27, а албуми у око 15 милиона примерака што је чини другим најуспешнијим такмичарем Идола у свету, одмах иза Кели Кларксон.

## Дискографија
- (2005)
- (2007)
- (2009)
- (2012)
- (2015)
- (2018)
- (2020)
- (2021)
- (2022)

## Турнеје
- 2005: Турнеја: American Idols LIVE!
- 2006: Турнеја: Carrie Underwood: Live
- 2008: Турнеја: Love, Pain and the Whole Crazy Carnival Ride
- 2008: Турнеја: Carnival Ride
- 2010: Турнеја: Play On
- 2012: Турнеја: Blown Away